# Ropica javanica
Ropica javanica là một loài bọ cánh cứng trong họ Cerambycidae.